# Seznam představitelů Mexika

Vlajka mexického prezidenta
Poměr stran: 4:7

Vlajka mexického prezidenta na moři
Poměr stran: 4:7

Toto je seznam představitelů mexického státu od konce války za nezávislost a vzniku mexického císařství v roce 1821.

## Do roku 1867

### První Mexické císařství(1821–1823)
- 28. září 1821 až 11. duben 1822 – první regentství: 
  - Agustín de Iturbide
  - Juan O'Donojú
  - Manuel de la Bárcena
  - José Isidro Yáñez
  - Manuel Velázquez de León y Pérez
  - Antonio Joaquín Pérez Martínez
- 11. duben 1822 až 18. květen 1822 – druhé regentství:
  - Agustín de Iturbide
  - José Isidro Yáñez
  - Miguel Valentín y Tamayo
  - Manuel de Heras Soto
  - Nicolás Bravo
- 19. květen 1822 až 19. březen 1823: císař Agustín de Iturbide a jeho manželka Ana María de Huarte y Muñiz

### Provizorní vládaSupremo Poder Ejecutivo(1823-1824)
- 31. březen 1823 až 10. říjen 1824 
  - Pedro Celestino Negrete
  - José Mariano de Michelena
  - Nicolás Bravo
  - Guadalupe Victoria
  - Miguel Domínguez
  - Vicente Guerrero

### První mexická federativní republika (1824-1836)
- 10. říjen 1824 až 31. březen 1825: Guadalupe Victoria
- 1. duben 1829 až 17. prosinec 1829: Vicente Guerrero Saldaña
- 17. prosinec 1829 až 23. prosinec 1829: José María Bocanegra y Villalpando
- 23. prosinec 1829 až 31. prosinec 1829: triumvirát Pedro Vélez, Luis Quintanar a Lucas Alamán
- 1. leden 1830 až 13. srpen 1832: Anastasio Bustamante y Oseguera
- 14. srpen 1832 až 24. prosinec 1832: Melchor Múzquiz
- 24. prosinec 1832 až 31. březen 1833: Manuel Gómez Pedraza
- 1. duben 1833 až 16. květen 1833: Valentín Gómez Farías
- 16. květen 1833 až 3. červen 1833: Antonio López de Santa Anna
- 3. červen 1833 až 18. červen 1833: Valentín Gómez Farías
- 18. červen 1833 až 5. červenec 1833: Antonio López de Santa Anna
- 5. červenec 1833 až 27. říjen 1833: Valentín Gómez Farías
- 27. říjen 1833 až 15. prosinec 1833: Antonio López de Santa Anna
- 16. prosinec 1833 až 24. duben 1834: Valentín Gómez Farías
- 24. duben 1834 až 27. leden 1835: Antonio López de Santa Anna
- 28. leden 1835 až 27. únor 1836: Miguel Barragán

### Centralistická republika (1836-1846)
- 27. únor 1836 až 19. duben 1837: José Justo Corro
- 19. duben 1837 až 18. březen 1839: Anastasio Bustamante y Oseguera
- 18. březen až 10. červenec 1839: Antonio López de Santa Anna
- 10. červenec 1839 až 18. červenec 1839: Nicolás Bravo
- 18. červenec 1839 až 22. září 1841: Anastasio Bustamante y Oseguera
- 22. září 1841 až 10. říjen 1841: Francisco Javier Echeverría
- 10. říjen 1841 až 26. říjen 1842: Antonio López de Santa Anna
- 26. říjen 1842 až 14. květen 1843: Nicolás Bravo
- 14. květen 1843 až 6. září 1843: Antonio López de Santa Anna
- 7. září 1843 až 4. červen 1844: Valentín Canalizo
- 4. červen 1844 až 12. září 1844: Antonio López de Santa Anna
- 12. září 1844 až 21. září 1844: José Joaquín de Herrera
- 21. září 1844 až 6. prosince 1844: Valentín Canalizo
- 6. prosince 1844 až 30. prosinec 1845: José Joaquín de Herrera
- 31. prosinec 1845 až 28. červenec 1846: Mariano Paredes y Arrillaga
- 28. červenec 1846 až 6. srpen 1846: Nicolás Bravo

### Druhá mexická federativní republika (1846-1853)
- 6. srpen 1846 až 23. prosince 1846: José Mariano Salas
- 23. prosinec 1846 až 21. březen 1847: Valentín Gómez Farías
- 21. březen 1847 až 2. duben 1847: Antonio López de Santa Anna
- 2. duben 1847 až 20. květen 1847: Pedro María Anaya
- 20. květen 1847 až 16. září 1847: Antonio López de Santa Anna
- 16. září 1847 až 13. listopad 1847: Manuel de la Peña y Peña
- 13. listopad 1847 až 8. leden 1848: Pedro María Anaya
- 8. leden 1848 až 2. červen 1848: Manuel de la Peña y Peña
- 2. červen 1848 až 15. leden 1851: José Joaquín de Herrera
- 15. leden 1851 až 5. leden 1853: Mariano Arista
- 6. leden 1853 až 8. únor 1853: Juan Bautista Ceballos
- 8. únor 1853 až 20. duben 1853: Manuel María Lombardini

### Diktatura
- 20. duben 1853 až 12. srpen 1855: Antonio López de Santa Anna

### Reformní období (1855-1861)
- 12. srpen 1855 až 12. září 1855: Martín Carrera Sabat
- 12. září 1855 až 3. říjen 1855: Rómulo Díaz de la Vega Fuentes
- 4. říjen 1855 až 11. prosinec 1855: Juan Álvarez Hurtado
- 11. prosinec 1855 až 30. listopad 1857 a 1. prosinec 1857 až 21. leden 1858: Ignacio Comonfort

#### Prezident uznávaný liberály
- 21. leden 1858 až 30. listopad 1861 a 1. prosinec 1861 až 30. listopad 1865: Benito Juárez García

#### Prezidenti uznávaní konzervativci
- 23. leden 1858 až 24. prosinec 1858: Félix María Zuloaga
- 24. prosinec 1858 až 21. leden 1859: Manuel Robles Pezuela
- 21. leden 1859 až 2. únor 1859: José Mariano Salas
- 2. únor 1859 až 13. srpen 1860: Miguel Miramón y Tarelo
- 13. srpen 1860 až 15. srpen 1860: José Ignacio Pavón
- 15. srpen 1860 až 24. prosinec 1860: Miguel Miramón y Tarelo

### Druhé Mexické císařství(1863-1867)
- vládní Junta Superior (1863): 21. červen 1863 až 10. červenec 1863: velitel Teodosio Lares
- regentství: 11. červenec 1863 až 10. duben 1864: 
  - Juan Nepomuceno Almonte
  - José Mariano Salas
  - Pelagio Antonio de Labastida
  - José Ignacio Pavón
  - Juan Bautista Ormaechea
- 10. duben 1864 až 15. květen 1867: císař Maxmilián I. Mexický a jeho manželka Charlotta Belgická

## Obnovená republika (1867–1876)
| #   | Portrét | Prezident                             | Nastoupil do úřadu | Opustil úřad       | Politická strana |
| --- | ------- | ------------------------------------- | ------------------ | ------------------ | ---------------- |
|     |         | Benito Juárez (1806–1872)             | 18. prosince 1857  | 18. července 1872  | Liberální strana |
| 31. |         | Sebastián Lerdo de Tejada (1823–1889) | 18. července 1872  | 20. listopadu 1876 | Liberální strana |
| 32. |         | José María Iglesias (1823–1891)       | 26. října 1876     | 28. listopadu 1876 | Liberální strana |

## Porfiriato (1876–1911)
| #   | Portrét | Prezident                          | Nastoupil do úřadu | Opustil úřad       | Politická strana             |
| --- | ------- | ---------------------------------- | ------------------ | ------------------ | ---------------------------- |
| 33. |         | Porfirio Díaz (1830–1915)          | 28. listopadu 1876 | 6. prosince 1876   | Liberální strana             |
| 34. |         | Juan N. Méndez (1820–1894)         | 6. února 1876      | 17. února 1877     | Liberální strana             |
|     |         | Porfirio Díaz (1830–1915)          | 17. února 1877     | 30. listopadu 1880 | Liberální strana             |
| 35. |         | Manuel González Flores (1833–1893) | 1. prosince 1880   | 30. listopadu 1884 | Liberální strana             |
|     |         | Porfirio Díaz (1830–1915)          | 1. prosince 1884   | 25. května 1911    | Národní Porfiristická strana |

## Mexická revoluce (1911–1928)
| #   | Portrét | Prezident                              | Nastoupil do úřadu | Opustil úřad       | Politická strana               |
| --- | ------- | -------------------------------------- | ------------------ | ------------------ | ------------------------------ |
| 36. |         | Francisco León de la Barra (1863–1939) | 25. května 1911    | 5. listopadu 1911  | nezávislý                      |
| 37. |         | Francisco Madero (1873–1913)           | 6. listopadu 1911  | 19. února 1913     | Progresivní konstituční strana |
| 38. |         | Pedro Lascuráin (1856–1952)            | 19. února 1913     | asi 45 minut       | nezávislý                      |
| 39. |         | Victoriano Huerta (1850–1916)          | 19. února 1913     | 15. července 1914  | nezávislý                      |
| 40. |         | Francisco S. Carvajal (1870–1932)      | 15. července 1914  | 13. srpna 1914     | nezávislý                      |
| 41. |         | Eulalio Gutiérrez (1881–1939)          | 6. listopadu 1914  | 16. ledna 1915     | Konvencionalista               |
| 42. |         | Roque González Garza (1885–1962)       | 16. ledna 1915     | 10. června 1915    | Konvencionalista               |
| 43. |         | Francisco Lagos Cházaro (1878–1932)    | 10. června 1915    | 10. října 1915     | Konvencionalista               |
| 44. |         | Venustiano Carranza (1859–1920)        | 13. srpna 1914     | 21. května 1920    | Liberální konstituční strana   |
| 45. |         | Adolfo de la Huerta (1881–1955)        | 1. června 1920     | 30. listopadu 1920 | Liberální konstituční strana   |
| 46. |         | Álvaro Obregón (1880–1928)             | 1. prosince 1920   | 30. listopadu 1924 | Labouristická strana           |
| 47. |         | Plutarco Elías Calles (1877–1945)      | 1. prosince 1924   | 30. listopadu 1928 | Labouristická strana           |

## Maximato (1928–1934)
| #   | Portrét | Prezident                         | Nastoupil do úřadu | Opustil úřad       | Politická strana                 |
| --- | ------- | --------------------------------- | ------------------ | ------------------ | -------------------------------- |
| 48. |         | Emilio Portes Gil (1890–1978)     | 1. prosince 1928   | 4. února 1930      | Institucionální revoluční strana |
| 49. |         | Pascual Ortiz Rubio (1877–1963)   | 5. února 1930      | 4. září 1932       | Institucionální revoluční strana |
| 50. |         | Abelardo L. Rodríguez (1889–1967) | 4. září 1932       | 30. listopadu 1934 | Institucionální revoluční strana |

## Moderní Mexiko (od 1934)
Po reformě ústavy v roce 1926 byl prezidentský mandát rozšířen na šest let a prezidentovi bylo zakázáno opětovně kandidovat. Počínaje volbami v roce 1934 všichni prezidenti dokončili své šestileté funkční období.
| #   | Portrét | Prezident                            | Nastoupil do úřadu | Opustil úřad       | Politická strana                 |
| --- | ------- | ------------------------------------ | ------------------ | ------------------ | -------------------------------- |
| 51. |         | Lázaro Cárdenas del Río (1895–1970)  | 1. prosince 1934   | 30. listopadu 1940 | Institucionální revoluční strana |
| 52. |         | Manuel Ávila Camacho (1897–1955)     | 1. prosince 1940   | 30. listopadu 1946 | Institucionální revoluční strana |
| 53. |         | Miguel Alemán Valdés (1900–1983)     | 1. prosince 1946   | 30. listopadu 1952 | Institucionální revoluční strana |
| 54. |         | Adolfo Ruiz Cortines (1889–1973)     | 1. prosince 1952   | 30. listopadu 1958 | Institucionální revoluční strana |
| 55. |         | Adolfo López Mateos (1909–1969)      | 1. prosince 1958   | 30. listopadu 1964 | Institucionální revoluční strana |
| 56. |         | Gustavo Díaz Ordaz (1911–1979)       | 1. prosince 1964   | 30. listopadu 1970 | Institucionální revoluční strana |
| 57. |         | Luis Echeverría (1922–2022)          | 1. prosince 1970   | 30. listopadu 1976 | Institucionální revoluční strana |
| 58. |         | José López Portillo (1920–2004)      | 1. prosince 1976   | 30. listopadu 1982 | Institucionální revoluční strana |
| 59. |         | Miguel de la Madrid (1934–2012)      | 1. prosince 1982   | 30. listopadu 1988 | Institucionální revoluční strana |
| 60. |         | Carlos Salinas de Gortari (* 1948)   | 1. prosince 1988   | 30. listopadu 1994 | Institucionální revoluční strana |
| 61. |         | Ernesto Zedillo (* 1951)             | 1. prosince 1994   | 30. listopadu 2000 | Institucionální revoluční strana |
| 62. |         | Vicente Fox (* 1942)                 | 1. prosince 2000   | 30. listopadu 2006 | Strana národní akce              |
| 63. |         | Felipe Calderón (* 1962)             | 1. prosince 2006   | 30. listopadu 2012 | Strana národní akce              |
| 64. |         | Enrique Peña Nieto (* 1966)          | 1. prosince 2012   | 30. listopadu 2018 | Institucionální revoluční strana |
| 65. |         | Andrés Manuel López Obrador (* 1953) | 1. prosince 2018   | 30. září 2024      | Hnutí národní obnovy             |
| 66. |         | Claudia Sheinbaumová (* 1962)        | 1. října 2024      | dosud              | Hnutí národní obnovy             |